# Amtsgericht Brand
Das Amtsgericht Brand (ab 1912: Amtsgericht Brand-Erbisdorf) war ein Gericht der ordentlichen Gerichtsbarkeit und ein Amtsgericht in Sachsen mit Sitz in Brand-Erbisdorf.

## Geschichte
In Brand bestand bis 1879 das Gerichtsamt Brand als Eingangsgericht. Im Rahmen der Reichsjustizgesetze wurden 1879 im Königreich Sachsen die Gerichtsämter aufgehoben und Amtsgerichte, darunter das Amtsgericht Brand, geschaffen. Der Gerichtssprengel umfasste die Stadt Brand und benachbarte Landgemeinden: Brand, Berthelsdorf mit Goldberg, Erbisdorf mit Mönchenfrei, Niederfrei und Vereinigt Feld Gränitz, Großhartmannsdorf mit Zehntel und Lohsen, Großwaltersdorf mit Neuwaltersdorf, Helbigsdorf mit Teichhäusern, Kleinhartmannsdorf, Linda mit Neubau, St. Michaelis, Müdisdorf, Mulda, Niederlangenau, Oberlangenau mit Buschhäusern, Oberreichenbach, Randeck, Weigmannsdorf und das Frauensteiner und das Loßnitzer Forstrevier (anteilig). Das Amtsgericht Brand war eines von 15 Amtsgerichten im Bezirk des Landgerichtes Freiberg. Der Amtsgerichtsbezirk umfasste danach 19.030 Einwohner. Das Gericht hatte damals eine Richterstelle und war damals eines der kleineren Amtsgerichte im Landgerichtsbezirk. Mit der Vereinigung von Brand und Erbisdorf 1912 wurde das Gericht in Amtsgericht Brand-Erbisdorf umbenannt. Im Jahre 1944 wurde das Amtsgericht Brand-Erbisdorf aufgehoben und sein Sprengel dem des Amtsgerichts Freiberg zugeordnet.

## Gerichtsgebäude
Das Gerichtsgebäude (Albertstraße 5) aus dem Jahr 1819 wurde als dreigeschossiger Massivbau mit Sandsteingewänden erbaut. Es wurde vorher vom Gerichtsamt genutzt. Es steht aufgrund der baugeschichtlichen, ortsgeschichtlichen und straßenbildprägenden Bedeutung unter Denkmalschutz.